# Tajemniczy blondyn w czarnym bucie
Tajemniczy blondyn w czarnym bucie (fr. Le grand blond avec une chaussure noire) – francuska komedia szpiegowska z 1972 roku w reżyserii Yves'a Roberta. Zdjęcia kręcono w Paryżu. 
W 1974 nakręcono dalszy ciąg pt. Powrót tajemniczego blondyna. W Hollywood powstał remake pt. Człowiek w czerwonym bucie.

## Opis fabuły
François Perrin, roztargniony skrzypek, zostaje na lotnisku Paryż-Orly nieświadomą ofiarą rywalizacji wywiadów. Dzień i noc jest śledzony – a wszystko, co mówi i co robi, jest odpowiednio interpretowane.

## Obsada
- Pierre Richard: François Perrin
- Bernard Blier: Milan
- Jean Rochefort: płk Louis Marie Alphonse Toulouse
- Mireille Darc: Christine
- Jean Carmet: Maurice
- Colette Castel: Paulette
- Paul Le Person: Perrache
- Jean Obé: Botrel
- Robert Castel: Georghiu
- Jean Saudray: Poucet
- Roger Caccia: M. Boudart
- Robert Dalban: fałszywy kurier